# Выборы в Государственный совет Республики Татарстан (2024)
Выборы депутатов Государственного Совета Республики Татарстан седьмого созыва состоялись 8 сентября 2024 года в единый день голосования. Депутаты Государственного Совета Республики Татарстан избираются сроком на пять лет.

## Выборы
Выборы депутатов в Государственный Совет Республики Татарстан 8 сентября 2024 года пройдут в режиме однодневного голосования. Избирательные участки будут открыты 8 сентября с 8:00 до 20:00, после чего члены избирательных комиссий приступят к подсчету голосов избирателей.
Депутаты Государственного совета Республики Татарстан избираются на 5 лет по смешанной системе.
Из 100 депутатов 50 избираются в едином избирательном округе по пропорциональному принципу из партийных списков. Для получения мест партийный список должен преодолеть процентный барьер в 5%. Если сумма голосов за партии, преодолевшие барьер, составляет менее 50%, к распределению мандатов поочередно допускаются списки, набравшие менее 5%, пока сумма голосов не превысит 50%. Если за одну партию отдано более 50% голосов, а остальные списки набрали менее 5 % голосов, к распределению мандатов допускается партия, которая заняла второе место. Между партиями места распределяются по методу Хэйра. Внутри партийных списков мандаты получают в порядке размещения в списке.
Остальные 50 депутатов избираются в одномандатных округах по системе относительного большинства. Кандидаты выдвигаются партиями или в порядке самовыдвижения.

## Ключевые даты
- 6 июня Государственный совет Республики Татарстан назначит выборы на 8 сентября 2024 года (единый день голосования).
- публикация постановление о назначении выборов в средствах массовой информации.
- Центральная избирательная комиссия Республики Татарстан утвердила календарный план мероприятий по подготовке и проведению выборов.
- с  июня по  июля — период выдвижения кандидатов и партийных списков.
  - агитационный период начинается со дня выдвижения и заканчивается и прекращается за одни сутки до дня голосования.
- с  июня по 24 июля — период представления документов для регистрации кандидатов и партийных списков.
  - в течение 10 дней после принятия документов для регистрации — принятие решения о регистрации кандидата или списка либо об отказе в регистрации.
- с 10 августа по 7 сентября — период агитации в СМИ.
- с 3 сентября по 8 сентября - запрет на опубликование (обнародование) результатов опросов общественного мнения, прогнозов результатов выборов, иных исследований, связанных с проводимыми выборами.
- 8 сентября — день голосования.

## Кандидаты

### Политические партии
Для регистрации региональных списков кандидатов партиям необходимо собрать 0,5% подписей всех зарегистрированных избирателей Татарстана, а для регистрации кандидатов, выдвинутых по одномандатным избирательным округам, – 0,5 процента от числа избирателей, зарегистрированных на территории соответствующего избирательного округа.
От необходимости сбора подписей были освобождены следующие политические партии:
- Единая Россия
- Коммунистическая партия Российской Федерации
- Либерально-демократическая партия России
- Справедливая Россия — Патриоты — За правду
- Новые люди
- Коммунисты России
- Партия Роста

#### Партийные списки
| Номер в бюллетене | Партия                                       | Первые три кандидата                                 | Кандидатов в списке | Статус списка   |
| ----------------- | -------------------------------------------- | ---------------------------------------------------- | ------------------- | --------------- |
| 1                 | «Новые люди»                                 | Руслан Нигматулин Роза Гайнутдинова Михаил Кузнецов  | 44                  | зарегистрирован |
| 2                 | ЛДПР                                         | Леонид Слуцкий Руслан Юсупов Ильяс Валиев            | 6                   | зарегистрирован |
| 3                 | «Справедливая Россия — За правду»            | Рушан Мингазов Сергей Судыкин Дмитрий Чирков         | 44                  | зарегистрирован |
| 4                 | «Единая Россия»                              | Фарид Мухаметшин Расим Баксиков Сария Сабурская      | 57                  | зарегистрирован |
| 5                 | Коммунистическая партия Российской Федерации | Хафиз Миргалимов Николай Атласов Александр Комисаров | 23                  | зарегистрирован |

### Кандидаты по одномандатным округам
В Татарстане образовано 50 одномандатных округов. Для регистрации кандидатов в одномандатных округах необходимо собрать 3% подписей зарегистрированных избирателей в округе. 
| Партия | Партия                            | Кандидатов | Кандидатов       |
| Партия | Партия                            | Выдвинуто  | Зарегистрировано |
| ------ | --------------------------------- | ---------- | ---------------- |
|        | «Единая Россия»                   | 43         | 43               |
|        | КПРФ                              | 49         | 45               |
|        | «Справедливая Россия — За правду» | 49         | 46               |
|        | ЛДПР                              | 48         | 47               |
|        | «Новые люди»                      | 44         | 38               |
|        | «Гражданская инициатива»          | 3          | 0                |
|        | Самовыдвижение                    | 12         | 4                |
| Всего  | Всего                             | 248        | 223              |

## Результаты
| Место                      | Место                      | Партия                            | по областным спискам | по областным спискам | по областным спискам | по одно- мандатным округам | всего         |  |
| Место                      | Место                      | Партия                            | Голоса               | %                    | Получено мест        | Получено мест              | Получено мест |  |
| -------------------------- | -------------------------- | --------------------------------- | -------------------- | -------------------- | -------------------- | -------------------------- | ------------- |  |
|                            | 1.                         | «Единая Россия»                   | 1 608 194            | 76,75 %              | 44                   | 43                         | 87            |  |
|                            | 2.                         | КПРФ                              | 220 914              | 10,54 %              | 6                    | 0                          | 6             |  |
|                            |                            |                                   |                      |                      |                      |                            |               |  |
|                            | 3.                         | ЛДПР                              | 92 493               | 4,41 %               | 0                    | 2                          | 2             |  |
|                            | 4.                         | «Новые люди»                      | 88 208               | 4,21 %               | 0                    | 2                          | 2             |  |
|                            | 5.                         | «Справедливая Россия — За правду» | 68 425               | 3,27 %               | 0                    | 1                          | 1             |  |
|                            | 6.                         | Самовыдвиженцы                    | —                    | —                    | 0                    | 2                          | 2             |  |
| Недействительные бюллетени | Недействительные бюллетени | Недействительные бюллетени        | 17 211               | 0,82 %               |                      |                            |               |  |
| Всего                      | Всего                      | Всего                             | 2 078 234            | 100 %                | 50                   | 50                         | 100           |  |